# Piecnik
Piecnik (deutsch Petznick) ist ein Dorf in der Landgemeinde (Gmina) Mirosławiec (Märkisch Friedland) im Powiat Wałecki (Deutsch Kroner Kreis) der polnischen Woiwodschaft Westpommern.

## Geographische Lage
Das Kirchdorf liegt im Netzedistrikt des ehemaligen Westpreußen, nördlich des Großen Böthin-Sees, etwa 15 Kilometer nordwestlich von Wałcz (Deutsch Krone) und zehn Kilometer östlich von Mirosławiec (Märkisch Friedland).

## Geschichte

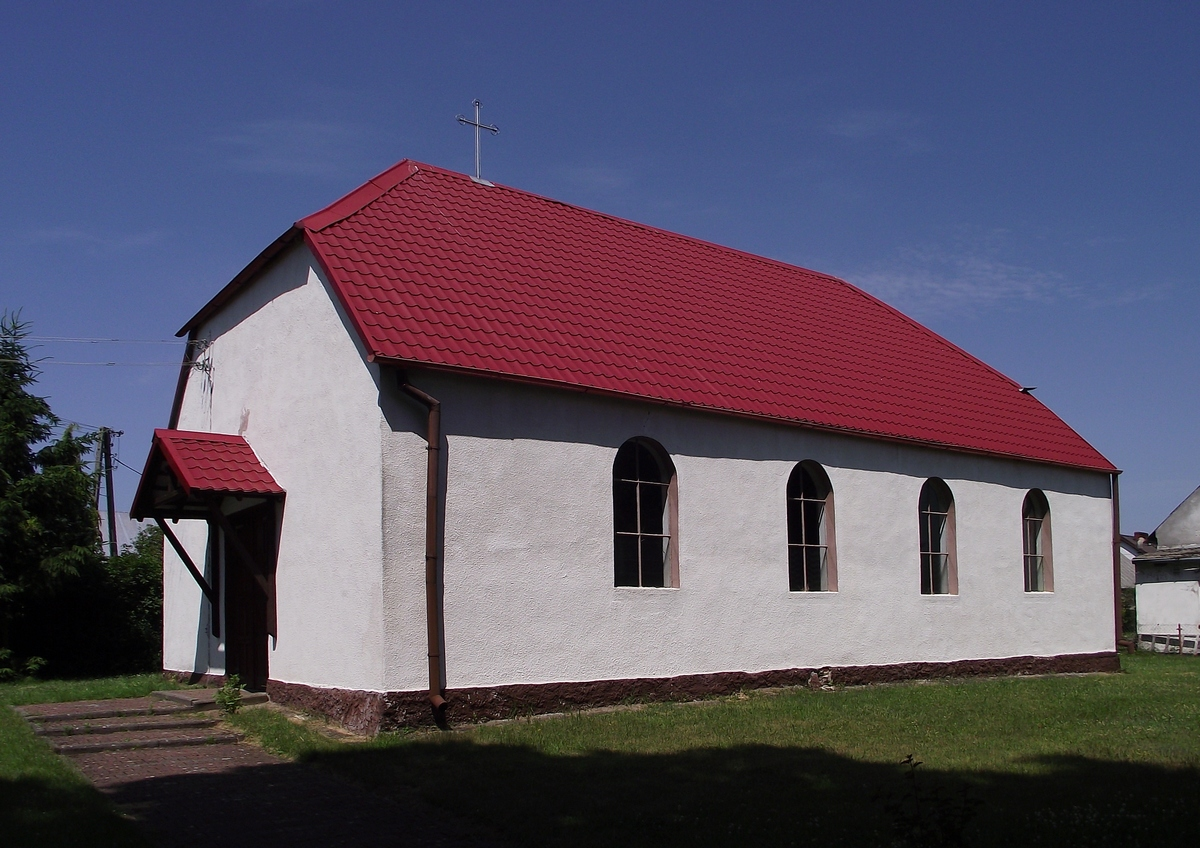
Dorfkirche, bis 1945 Gotteshaus der evangelischen Gemeinde Petznick (Aufnahme 2013)

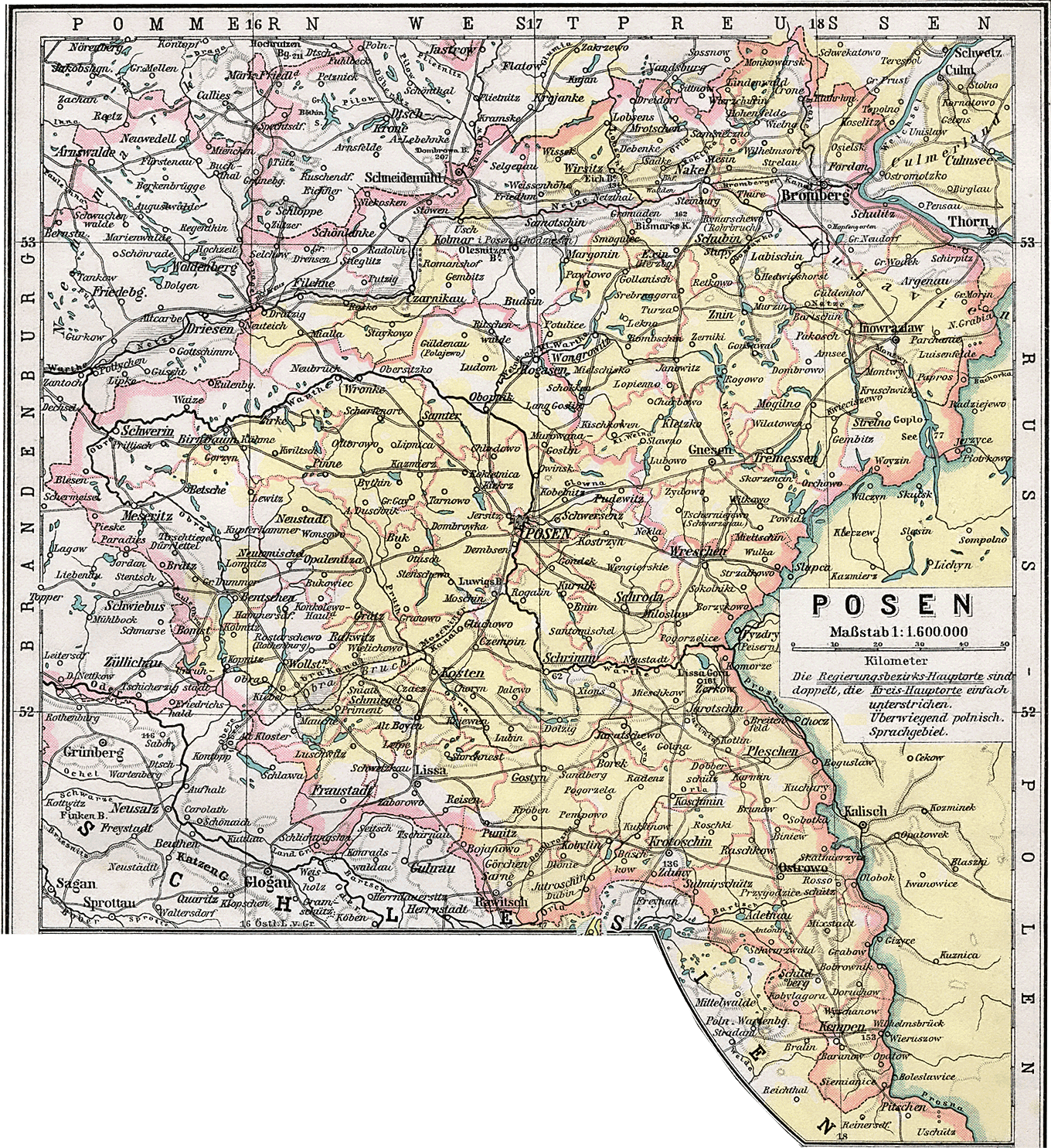
Dorf Petznik, nordwestlich der Städte Schneidemühl und Deutsch Krone, östlich der Stadt Märkisch Friedland (Märk. Friedl.) und nördlich des Großen Böthin-Sees, auf einer Landkarte der Provinz Posen von 1905 (gelb markierte Flächen kennzeichnen Gebiete mit seinerzeit mehrheitlich polnischsprachiger Bevölkerung)

Der Name des ehemals neumärkischen Dorfs lautete 1337 beczenig, neupolnisch Pecynek. Dem Namen soll das slawische Wort Piasek – deutsch Sand – zugrunde liegen. In dieser Region hatte seit 1374 die Familie Güntersberg, die im 18. Jahrhundert ausgestorben ist, umfangreichen Landbesitz. Das Güntersbergsche Dorf Petznick und das Boytinsche Dorf Próchnowo bildeten eine Enklave in dem im Frieden von Brest 1435 vom Deutschordensstaat an Polen abgetretenen Gebiet, so dass bei der zu diesem Zeitpunkt vorgenommenen territorialen Veränderung von den Gütern der von Güntersberg, wie sie das neumärkische Landbuch vom Jahr 1337 auflistet, nur die Dörfer Latzig und Henkendorf an Polen fielen.
Um 1804 befand sich das Dorf im Besitz eines Majors von Wurmb.
Um 1930 hatte Petznick vier Wohnstätten:
- Dreetz
- Lankermühle
- Marienhof
- Petznick

Im Jahr 1945 gehörte Petznick zum Landkreis Deutsch Krone im Regierungsbezirk Grenzmark Posen-Westpreußen der preußischen Provinz Pommern des Deutschen Reichs. Petznick war Sitz des Amtsbezirks Petznick.
Im Februar 1945 wurde Petznick von der Roten Armee besetzt. Nach Beendigung der Kampfhandlungen wurde die Region seitens der sowjetischen Besatzungsmacht zusammen mit ganz Hinterpommern und der südlichen Hälfte Ostpreußens – militärische Sperrgebiete ausgenommen – der Volksrepublik Polen zur Verwaltung überlassen. Es wanderten nun Polen zu. Petznick wurde unter der polnischen Ortsbezeichnung „Piecnik“ verwaltet. In der Folgezeit wurde die einheimische Bevölkerung von der polnischen Administration aus Petznick vertrieben.

### Demographie
| Jahr | Einwohner | Anmerkungen |
| ---- | --------- | --- |
| 1804 | 156       | Dorf und Gut, 25 Feuerstellen (Haushaltungen), im Kreis Dramburg |
| 1818 | 194       | Dorf, adlige Besitzung |
| 1910 | 522       | am 1. Dezember, Dorf und Gutsbezirk, davon 257 (255 Evangelische, zwei Einwohner ohne Angaben zur Konfession) im Dorf sowie 165 (160 Evangelische, fünf Katholiken) im Gutsbezirk |
| 1925 | 597       | darunter 553 Evangelische, 34 Katholiken und zehn Einwohner ohne Angaben zum Glaubensbekenntnis                                                                                   |
| 1933 | 455       | [ 7 ] |
| 1939 | 465       | [ 7 ] |